# 栋热万
栋热万（法語：Domjevin，法語發音：[dɔ̃ʒ(ə)vɛ̃]）是法国默尔特-摩泽尔省的一个市镇，属于吕内维尔区。

## 地理
栋热万（48°34'34"N, 6°41'48"E）面积10.28 平方千米，位于法国大東部大區默尔特-摩泽尔省，该省份为法国东北部内陆省份，是洛林的一部分，北邻比利时、卢森堡，北起顺时针与摩泽尔省、下莱茵省、孚日省和默兹省接壤。
与栋热万接壤的市镇（或旧市镇、城区）包括：昂贝尔梅尼勒、贝纳梅尼勒、弗雷梅尼勒、马农维莱、雷永、韦奥。

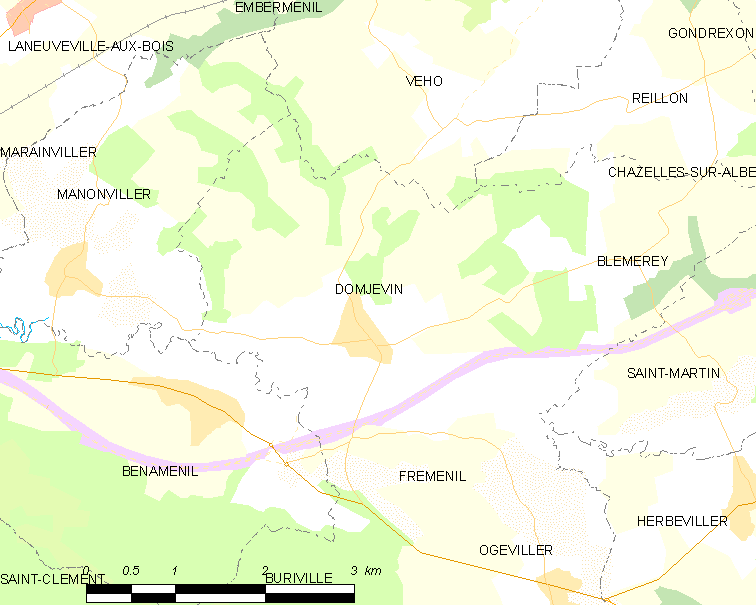
栋热万的OSM定位图

栋热万的时区为UTC+01:00、UTC+02:00（夏令时）。

## 行政
栋热万的邮政编码为54450，INSEE市镇编码为54163。

## 政治
栋热万所属的省级选区为巴卡拉县。

## 人口

1962-2008年间栋热万人口变化图示

栋热万于2022年1月1日时的人口数量为264人。